# Hungerstoffwechsel
Mit Hungerstoffwechsel (in der Wissenschaft als „adaptive Thermogenese“ bekannt) wird die Umstellung des Stoffwechsels bei Nahrungsmangel bezeichnet, z. B. beim Fasten (mit der Extremform Null-Diät) oder bei Magersucht. Die Umstellung des Stoffwechsels bewirkt ein Absinken des Energieverbrauchs. Dieses Phänomen wird umgangssprachlich als „eingeschlafener Stoffwechsel“ bezeichnet.

## Biochemie
Durch den Nahrungsmangel stellt sich der Stoffwechsel im Verlauf mehrerer Tage auf Katabolismus um. Der Grundumsatz wird gesenkt und der Stoffwechsel verlangsamt sich. Der Körper muss bei Nahrungsentzug die notwendige Energie zum Erhalt wichtiger Körperfunktionen aus seinen Energiespeichern gewinnen. Zur Deckung des Energiebedarfs wird auf Energievorräte in Form von Kohlenhydraten (z. B. Glykogen), Proteinen (z. B. Muskulatur) und später auch Fetten (z. B. subkutanes Fettgewebe) zurückgegriffen. Der Blutzuckerspiegel sinkt auf etwa 80 mg/dl, die Glukagonwerte steigen an, der Insulinspiegel fällt ab. Je nach Zusammensetzung der Nahrung bei einer verminderten Nahrungsaufnahme kann ein Mangel an essentiellen Aminosäuren, Lipiden, Vitaminen und Spurenelementen auftreten.
Ein hungernder männlicher Erwachsener ohne Nahrungsaufnahme verbraucht etwa 7500 kJ (1800 kcal) pro Tag. Ohne Nahrungsaufnahme werden dabei etwa 75 Gramm Muskeln und etwa 160 Gramm Neutralfette abgebaut. Je geringer die Restmenge an Nahrungsaufnahme, desto ausgeprägter sind die Effekte des Hungerstoffwechsels.
Einige Zelltypen im Körper – Erythrozyten sowie einige Zelltypen des Gehirns und des Nebennierenmarks – nutzen zur Energiegewinnung nur Glucose sowie bestimmte andere Stoffe wie z. B. Ketonkörper. Zur Versorgung dieser Zellen steht zum einen die Gluconeogenese zur Verfügung, mit der Glucose im Körper erzeugt wird – Ausgangsstoffe sind u. a. beim Fettabbau freigesetztes Glycerin sowie glukogene Aminosäuren, die beim Abbau von Muskelproteinen freigesetzt werden. Im Serum steigen durch den Proteinabbau die Ammoniak- und Harnsäure-Werte an. Zum anderen steht nach gewisser Dauer des Hungerns zur Energieversorgung die Ketogenese zur Verfügung, welche im Rahmen des Fettstoffwechsels Fettsäuren abbaut und per Beta-Oxidation Ketonkörper produziert. Dies äußert sich u. a. als Ketose – einer erhöhten Anzahl an Ketonkörpern in Serum und Urin  – sowie zum Teil per ausgeatmetem Aceton als Diät-Halitose.
Während einer verminderten Nahrungsaufnahme kommt es zu einer gewissen Anpassung an den Nährstoffmangel. Diesen Vorgang nennt man Hungeradaption. Der Stoffwechselumsatz wird bei einer verminderten Nahrungsaufnahme gedrosselt. Herzfrequenz, Blutdruck und Körpertemperatur sinken; ein extremes Beispiel ist der Winterschlaf bei Tieren. Die Nebenniere schüttet das Stresshormon Adrenalin aus. Der Glukoseverbrauch des Gehirns verringert sich auf 30 Prozent des Ausgangswertes, d. h. von 140 Gramm pro Tag auf etwa 40 Gramm pro Tag. Der restliche Energiebedarf des Gehirns wird durch Ketonkörper gedeckt. Langfristig kann der Nahrungsmangel zu Mangelerkrankungen und schließlich zum Tode führen. Die Folge des längeranhaltenden Nahrungsmangels ist die Auszehrung oder Inanition. Sie kann zum völligen Kräfteverfall führen, der auch Kachexie genannt wird.

### Abbau der Kohlenhydrate
Zunächst werden die kurzfristig zur Verfügung stehenden Energiereserven des Menschen in Anspruch genommen. Dazu gehört das Glykogen der Leber, Nieren und der Muskeln, das in Glucose-Moleküle gespalten wird. Diese schnell zur Verfügung stehenden Energiereserven liegen bei etwa 6700 kJ (1600 kcal) und sind innerhalb eines Tages verbraucht. Der Körper scheidet vermehrt Wasser über die Nieren aus. Das Körpergewicht reduziert sich anfangs stark, später weniger stark.

### Abbau der Proteine
Nach der Mobilisierung der schnell zur Verfügung stehenden Energiereserven kommt es zu einem Proteinabbau von bis zu 75 Gramm pro Tag. Vor allem Muskelproteine werden abgebaut, aber auch Proteine in anderen Zellen. Die abgebauten Proteine werden im Sinne des Katabolismus direkt verstoffwechselt oder zur Gluconeogenese aus Aminosäuren genutzt.
Bei längerem Fasten wird der Proteinabbau zum Schutz der Organe gedrosselt. Nach etwa zwei Wochen stellt sich der Stoffwechsel um. Der anschließend verminderte Proteinabbau (im Bereich von 20 bis 25 Gramm pro Tag) führt zu einer verminderten Harnstoffausscheidung (Harnstoff ist ein Proteinabbauprodukt) über den Urin. Durch Reduktion der Proteinkonzentration im Blut (Hypoproteinämie) kommt es zur Ausbildung sogenannter Hungerödeme durch Wasseransammlung im Gewebe und zu Kwashiorkor. Der Proteinverlust wirkt sich negativ auf das Immunsystem aus. Während des Fastens kommt es häufiger zu Infektionen, bestehende Infekte können sich verschlimmern oder manifest werden. Der Verlust an Muskelmasse, wobei auch der Herzmuskel betroffen ist, beträgt etwa 25 Prozent des gesamten Gewichtsverlustes. Die Halbwertszeit der Plasmaproteine beträgt etwa zwei Wochen, die Halbwertszeit für Gerüst- und Bindegewebsproteine beträgt etwa 160 Tage. Nach sehr langem Hungern, etwa dann, wenn ein Drittel bis die Hälfte der gesamten Körperproteine abgebaut sind, kommt es zum Tode durch Verhungern.

#### Marasmus
Der Begriff Marasmus bezeichnet den schwersten Grad der Unterernährung mit Atrophien bei Kalorienmangel. Vor dem Tode zeigen sich schwere Durchfälle. Viele Verhungernde versterben an den Folgen ihrer durch Proteinmangel bedingten Infektionen. Es gibt auch Berichte über einen plötzlichen Herztod bei Hungernden (Vermutungen auf Herzrhythmusstörungen durch Kaliummangel). Wenn der Blutzuckerspiegel unter 10 mg/dl absinkt, kommt es zum Koma. Ab Werten unter etwa 30 mg/dl nimmt die Hirnleistung deutlich ab, es treten Verwirrtheit, Angst und Depression auf. Bei sehr niedrigen Glukosewerten kann es zu Spasmen und unkontrollierten Bewegungen kommen.

### Abbau der Lipide
Fette – hier hauptsächlich die Triglyceride – werden nach der ersten Woche nach Fastenbeginn vermehrt abgebaut, ebenso nimmt in der ersten Woche der Fettabbau (Lipolyse) und die Bildung der Ketonkörper Acetoacetat und Betahydroxybuttersäure zu.

### Frauen und Kinder
Aufgrund hormoneller Änderungen kommt es bei Frauen zu Veränderungen bei der Menstruation bis zum völligen Ausbleiben. Es konnte statistisch nachgewiesen werden, dass die Mehrheit der schwangeren muslimischen Frauen während des Ramadan zwischen Sonnenauf- und Sonnenuntergang fastet, obwohl das islamische Fastengebot für Schwangere und Kinder nicht gilt. Dadurch werden das Geburtsgewicht und die Länge der Schwangerschaft reduziert, körperliche und insbesondere geistige Behinderungen werden wahrscheinlicher.

## Theorien zur Überlebensdauer ohne Nahrung
Ohne Wasser kommt es bei normalen Umgebungstemperaturen bei einem gesunden Menschen nach etwa drei bis vier Tagen zum Verdursten. Diese Zeitspanne ist aber stark temperaturabhängig. Zum Hungern findet man in der Literatur unterschiedliche Angaben. Hierbei wird unterschieden, ob es sich um das Weglassen von Energieträgern alleine handelt oder ob auch Vitamine und Mineralien nicht zur Verfügung stehen. Bei der Nulldiät fehlen beispielsweise die chemischen Energieträger in der Nahrung wie Kohlenhydrate, Proteine und Fette, während auf Vitamine und Mineralstoffe nicht verzichtet werden muss. Gesunde Menschen können zwischen 30 Tagen und mehr als einem Jahr ohne Nahrung überleben, wenn genug Wasser zur Verfügung steht.
Jerrold M. Olefsky, ein Endokrinologe an der UC San Diego, schätzt die Überlebenszeit bei einem normalgewichtigen Menschen auf etwa 60 Tage, Walter Siegenthaler gibt etwa 50 bis 80 Tage Überlebenszeit bei völligem Fasten an, Wasser und Vitaminzufuhr vorausgesetzt. Übergewichtige haben unter diesen Bedingungen schon bis zu 382 Tage überstanden.
Jedes Kilogramm Körperfett hat einen physiologischen Brennwert von etwa 29.000 kJ (7000 kcal) Energie. Normalgewichtigen unterstellt er etwa 10 Kilogramm Körperfett. Bobby Sands, ein IRA-Hungerstreikender (siehe auch Irischer Hungerstreik von 1981), lebte ohne Essen 66 Tage und Holger Meins 57 Tage im Jahr 1974 (wobei er allerdings zeitweise künstlich ernährt wurde), bevor sie letztendlich an den Folgen des Hungerstreiks starben.

## Verhungern
In den Jahren 1945 und 1946 war die Ernährungslage in Deutschland prekär. Ein Bericht eines Mitarbeiters einer US-amerikanischen Hilfsorganisationen beschrieb die Folgen:

„Verhungern ist nicht so dramatisch, wie man so oft liest und es sich vorstellt … wie Leute in den Straßen sich versammeln und um Nahrung betteln und umfallen. Die Verhungernden … die, die daran sterben, sagen nie etwas und man sieht sie selten. Sie werden erst apathisch und schwach, sie reagieren schnell auf Kälte und Frost, sie sitzen in ihren Zimmern und starren ins Leere oder liegen erschöpft in ihren Betten … bis sie eines Tages einfach sterben. Der Arzt diagnostiziert dann üblicherweise Mangelernährung und damit verbundene Komplikationen. Die ersten, die sterben sind zumeist ältere Frauen und Kinder, da sie schwach und nicht in der Lage sind, sich die notwendige Nahrung zu erbetteln. Es ist schwierig für einen Amerikaner, der vielleicht ein oder zweimal in seinem gesamten Leben nicht genug zu essen hatte, so dass er sich ausgehungert fühlte, zu verstehen, was echtes Hungern ist.“